# Assen vasútállomás
Assen vasútállomás vasútállomás Hollandiában, Assen városában.

## Vasútvonalak
Az állomást az alábbi vasútvonalak érintik:
- Meppel–Groningen-vasútvonal

## Kapcsolódó állomások
A vasútállomáshoz az alábbi állomások vannak a legközelebb:
- Haren vasútállomás (Groningen vasútállomás)
- Beilen vasútállomás (Meppel vasútállomás)